# エスケープ・アット・ダンネモラ〜脱獄〜
『エスケープ・アット・ダンネモラ〜脱獄〜』（原題: Escape at Dannemora）は、アメリカ合衆国のリミテッド・ドラマシリーズ。最高警備と言われるダンネモラのクリントン刑務所から脱獄を企てる受刑者と周辺の人物を描く。2015年に実際に起きた脱獄事件を基にしている。ベニチオ・デル・トロが主演し、ベン・スティラーが制作を務めた。全7話のリミテッド・シリーズとして2018年11月から12月にかけてShowtimeで放送された。日本ではひかりTVで配信されている。
番組は批評家から高く評価され、プライムタイム・エミー賞やゴールデングローブ賞などにノミネートされた。

## あらすじ
凶悪犯罪者ばかりが収容される最高警備レベルを誇るクリントン刑務所。そこに服役するリチャードは仲間を集めて脱獄を計画する。

## 登場人物

### メイン
リチャード
演 - ベニチオ・デル・トロ
主人公。クリントン刑務所に服役。脱獄する計画を企てる。
ティリー
演 - パトリシア・アークエット
クリントン刑務所に服役。リチャードと共に脱獄する計画を企てる。
デヴィッド
演 - ポール・ダノ
クリントン刑務所に服役。
キャサリン
演 - ボニー・ハント
監察官。
ライル
演 - エリック・ラング
ティリーの夫。
ジーン
演 - デヴィッド・モース
クリントン刑務所の刑務官。

### リカーリング
Dennis Lambert
演 -  ジェレミー・ボブ
Murder
演 -  Michael Beasley
Angel
演 -  Joshua Rivera
Ilene Mulvaney
演 -  Carolyn Mignini
Albert Boyd
演 -  Gregory Dann

## エピソード
| 通算 話数 | タイトル | 監督             | 脚本                                         | 放送日         | U.S.視聴者数 (百万人) |
| --------- | -------- | ---------------- | -------------------------------------------- | -------------- | --------------------- |
| 1         | "Part 1" | ベン・スティラー | Brett Johnson & Michael Tolkin               | 2018年11月18日 | 0.397                 |
| 2         | "Part 2" | ベン・スティラー | Brett Johnson & Michael Tolkin               | 2018年11月25日 | 0.487                 |
| 3         | "Part 3" | ベン・スティラー | Jerry Stahl                                  | 2018年12月2日  | 0.559                 |
| 4         | "Part 4" | ベン・スティラー | Brett Johnson & Michael Tolkin               | 2018年12月9日  | 0.541                 |
| 5         | "Part 5" | ベン・スティラー | Brett Johnson & Michael Tolkin               | 2018年12月16日 | 0.664                 |
| 6         | "Part 6" | ベン・スティラー | Brett Johnson & Michael Tolkin & Jerry Stahl | 2018年12月23日 | 0.586                 |
| 7         | "Part 7" | ベン・スティラー | Brett Johnson & Michael Tolkin               | 2018年12月30日 | 0.719                 |

## 評価

### 批評
本作は批評家から高い評価を受けている。批評集積サイトのRotten Tomatoesには52件のレビューがあり、批評家支持率は88%、平均点は10点満点で7.16点となっている。また、Metacriticには27件のレビューがあり、加重平均値は78/100となっている。